# Unisféra (digitální planetárium)

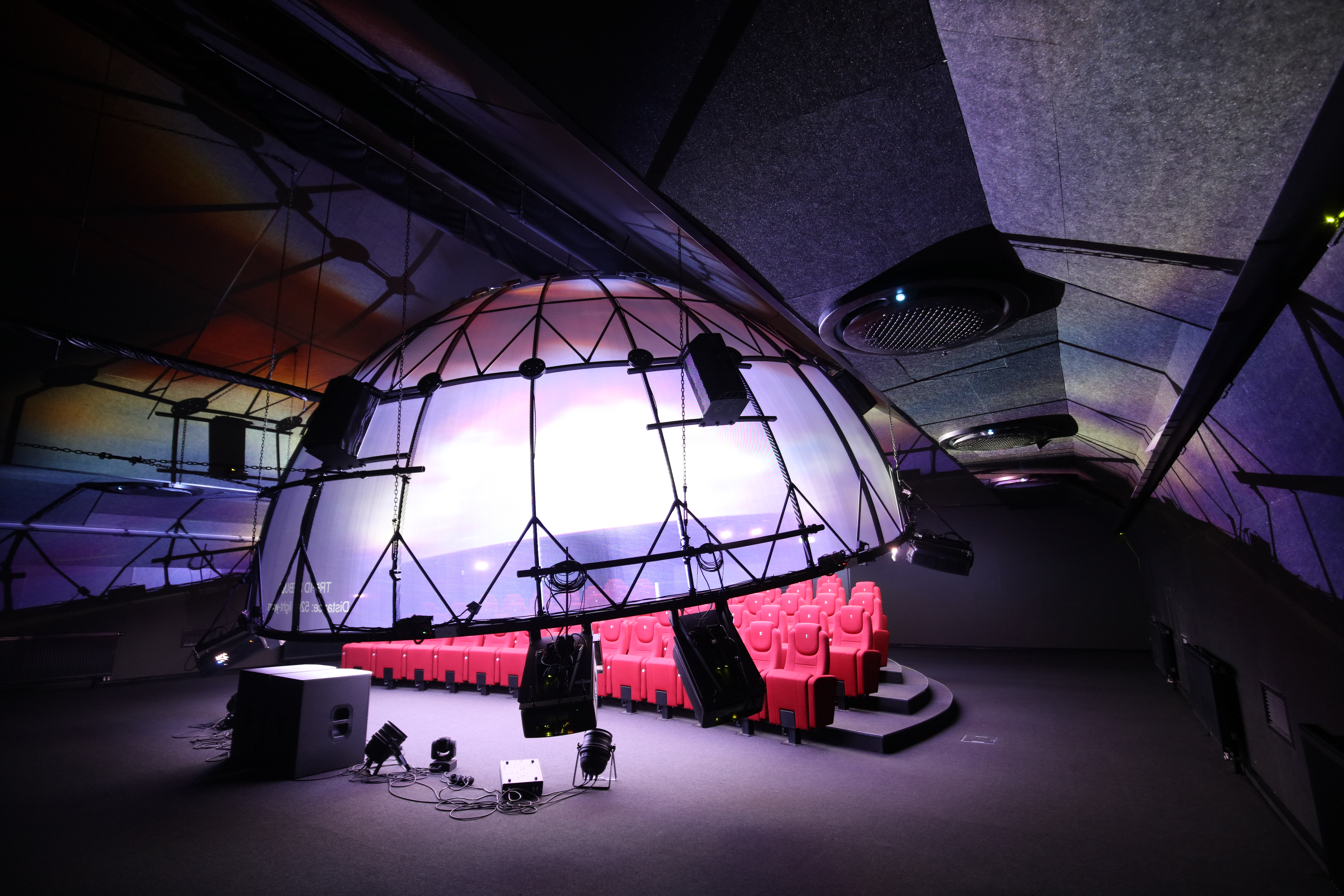
Sférická projekce a digitální planetárium Unisféra ve Fyzikálním ústavu v Opavě

Unisféra je digitální planetárium a první česká univerzitní sférická projekce vybudovaná jako výuková pomůcka a studio pro studentskou autorskou tvorbu pokročilých audiovizuálních a fulldome pořadů určených zejména pro popularizaci vědy. Nachází se v budově Fyzikálního ústavu Slezské univerzity v Opavě.

## Historie
Tato sférická projekce se začala budovat v roce 2018 a byla dokončena v roce 2019. Vznikla v rámci projektu „Modernizace výukové infrastruktury Filozoficko-přírodovědecké fakulty Slezské univerzity v Opavě“, který bude končit v roce 2022.[potřebuje aktualizovat] V rámci projektu proběhla výrazná stavební modernizace a rekonstrukce objektu v Opavě na Bezručově náměstí 13, zejména jeho půdních prostor. Výstavba stála 60 milionů korun.

## Vybavení
Sférická projekce je tvořena bezešvou projekční kopulí o průměru 8 metrů (technologie NanoSeam). Stupňovité auditorium je vybaveno 50 polohovacími křesly a o projekci se stará 8 digitálních projektorů. Využívá systému Digistar 7, který umožňuje jak sférickou projekci převzatých pořadů, tak tvorbu vlastních autorských pořadů a také projekci stereoskopických představení (3D).  

## Činnost

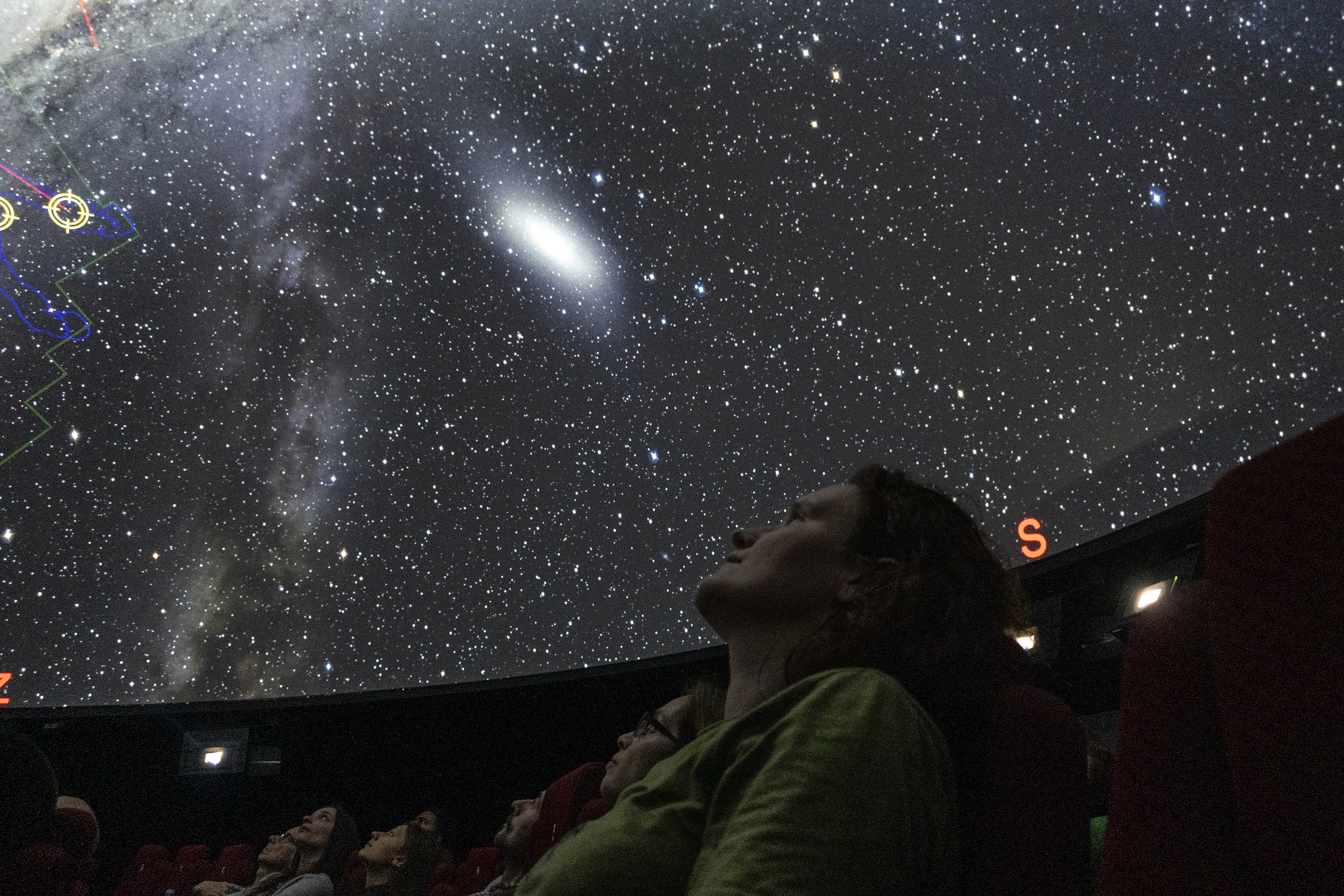
Unisféra zprostředkovává pomocí tzv. fulldome projekce pohled do vesmíru i cestování v něm. Návštěvníci tak mohou být „vesmíru blíž”.

Hlavní využití Unisféry je při výuce studentů studijních programů Fyzika a Multimediální techniky Slezské univerzity v Opavě. Dále je využívána k propagaci studia přírodních věd pro studenty středních škol a k popularizaci astronomie pro širokou veřejnost. V rámci aktivit pro veřejnost je promítána umělá obloha, objekty Sluneční soustavy i vzdáleného vesmíru.

## Autorské pořady
Pro širokou veřejnost vznikly autorské pořady. V planetáriu se dále promítají pořady převzaté z jiných planetárií.
Seznam autorských pořadů:
- Podzimní obloha (13 minut, rok výroby 2019, Tomáš Gráf, Ondřej Smékal)
- Zimní obloha (13 minut, rok výroby 2019, Tomáš Gráf, Ondřej Smékal, Vít Kurečka)
- Jarní obloha (13 minut, rok výroby 2020, Tomáš Gráf, Ondřej Smékal, Vít Kurečka)
- Letní obloha (13 minut, rok výroby 2020, Tomáš Gráf, Ondřej Smékal, Vít Kurečka)